# 日本邮政民营化

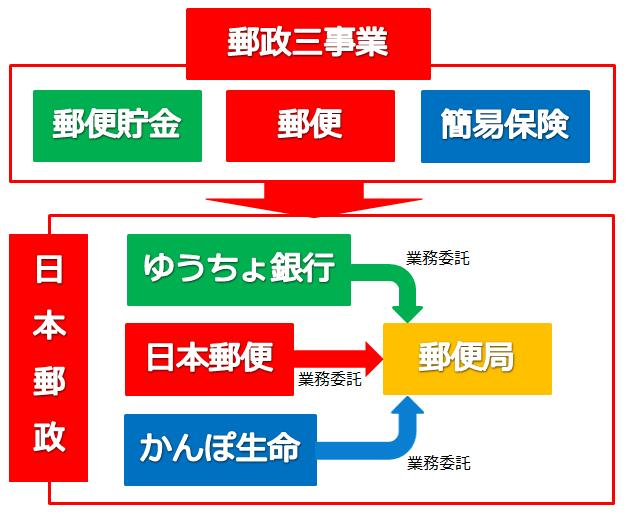

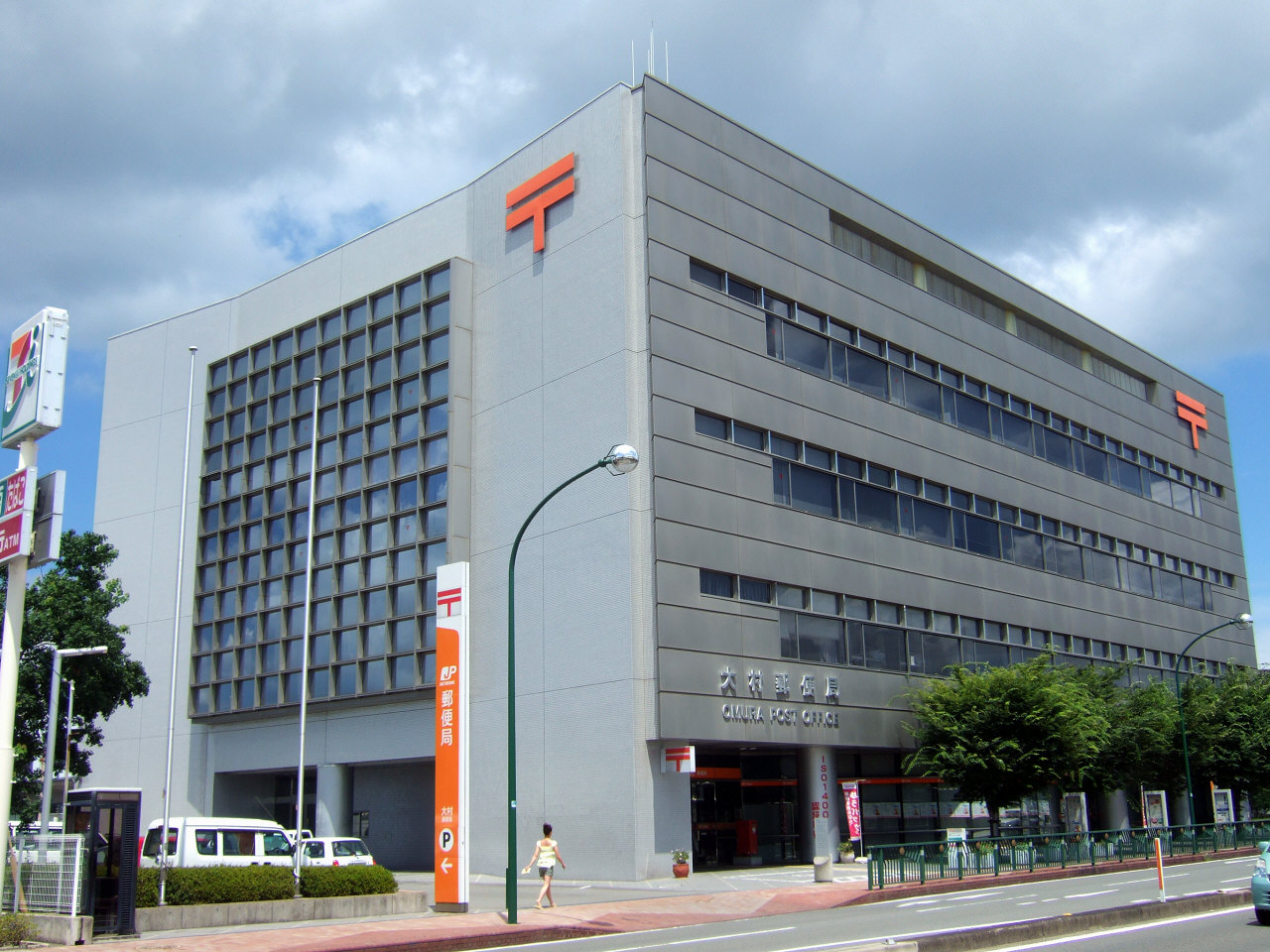
大村市郵政局的金融業務來客還超過郵局業務

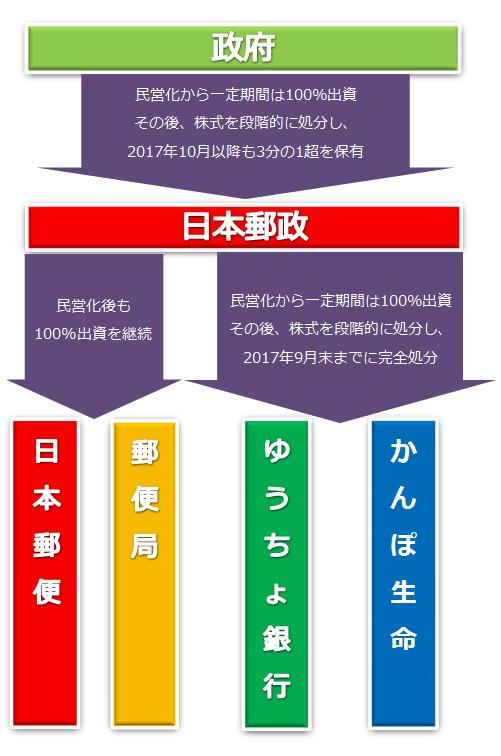
日本郵政民營化的方式

邮政民营化（日语：／ yūsei min'eika */?）是日本小泉纯一郎內閣推動的政策，將原本國營的日本郵政拆分成數家公司、並釋股民營化。

## 背景
日本郵政始於明治時代，是日本政府部門的一部分，並取代民間原有的「飛腳問屋」。除了郵便（郵遞）本業，日本郵政的另一主要業務為簡易金融，包括郵政事業起始不久便開始兼營的郵政儲金、以及1916年起開辦的簡易保險；由於日本民眾的高儲蓄率、加上對郵政國營的信任，令日本郵政成為日本最大金融機構，日本郵政坐擁的存款金額更位居世界前列。郵便、郵政儲金與簡易保險，構成支撐日本郵政機構運作的「郵政三事業」。
雖然坐擁大量金流可供運用，但由於日本郵政借出大量資金予其他虧損的國營事業，造成效益不佳；而日本郵政吸納大量民間存款，不單令日本私營銀行系統抱有怨言，日本政府也希望卸下這個負擔，因而有郵政民營化的構想。而郵政從業人員長期為日本朝野政黨倚賴的主要勢力，為了打破工會、聯誼會等郵政關聯組織與政界理不清的互利共生關係，也是郵政民營化的背景之一。
2001年1月6日，原掌管郵政事業的郵政省隨著中央省廳再編而解散，事業部門轉移至總務省屬下新成立的郵政事業廳；2003年4月1日，郵政事業廳又改組為具有特殊法人身分的日本郵政公社，成為日本郵政機構改革的先聲。

## 內容
曾出任郵政大臣的小泉純一郎在2001年接任日本首相後，便大力推動郵政民營化，他建議將日本的郵政事業分拆成四間公司，分別從事郵政業務、保險、儲蓄以及郵局資產管理。這四間公司，必須於2017年度出售，完成民營化程序。
小泉純一郎將日本郵政民營化草案提交日本參議院和日本眾議院審議。但由於參議院內民主黨為首的反對派以及自民黨部分成員聯手反對，否決議案，小泉不惜解散國會（自己也失去了首相的資格，除非再次勝選）。在眾議院解散重選後，小泉成功續任首相大位，日本郵政民營化的法源依據——《郵政民營化法》也因自民黨於選舉中取得空前勝利，而在2005年獲日本國會通過。
2007年10月1日，日本郵政民營化正式實施。日本郵政公社依此分拆為6家機構：一控股公司、四子公司、一法人機構。
日本郵政株式會社（日語：JP 日本郵政、 ）
郵便事業株式會社與郵便局株式會社之母公司，持有100%股權。
負責上述兩公司之經營管理與業務支援。
2017年度進行 IPO，2017年9月年底處理餘下持有之郵便貯金銀行、郵便保險股份。
郵便事業株式會社（日語：郵便事業）
負責郵政業務、印花稅票販賣業務。
郵便局株式會社
負責郵便局及郵政櫃檯流通業務。
株式會社郵貯銀行（日語：JP ゆうちょ銀行、 ）
繼承原有郵政公社儲金業務，並負責往後郵政儲蓄業務。
2009年至2010年期間進行IPO，目標於2017年9月末完全民營化。
株式會社簡保生命保險（日語：JP かんぽ生命）
負責人壽保險業務。
與郵貯銀行同様於2009年至2010年期間進行IPO，目標於2017年9月末完全民營化。
独立行政法人郵便貯金、簡易生命保險管理機構
負責對原有的郵政儲蓄契約（普通存款除外）及簡易生命保險契約承繼、管理。

## 後續
日本郵政民營化雖以「民營化」為名，但實際上初期僅公司化，日本政府至2015年才開始釋出日本郵政、郵貯銀行、簡保生命保險的股權。目前日本政府仍擁有日本郵政、以及三大郵政事業公司的過半股權。
2012年，日本國會修訂郵政民營化相關法律，郵便事業株式會社併入郵便局株式會社，並改名為「日本郵便株式會社」。

## 外部連結
- 郵政民營化委員會（日本政府推動郵政民營化特設單位） （页面存档备份，存于）（日語）
- 郵政民営化法案概要（首相官邸） （页面存档备份，存于）
- 日本郵政 （页面存档备份，存于）
- 日米規制改革および競争政策イニシアティブに基づく日本国政府への米国政府要望書―II.　日本郵政公社の民営化